# Orhan Delibaş
Orhan Delibaş (Kayseri, 28 januari 1971) is een Nederlands voormalig bokser van Turkse komaf. Zijn boksnaam was The Turkish Delight en hij bokste in het halfmiddengewicht.

## Biografie

### Boksloopbaan
Delibaş kwam in 1980 met zijn moeder en zusjes naar Nederland - hij was toen negen jaar oud. Zijn vader woonde al in Nederland. Datzelfde jaar ging Delibaş op boksles bij Hennie van Bemmel in Arnhem, waar het gezin woonde.
Delibaş won op de Olympische Zomerspelen in 1992 de zilveren medaille. In 1993 won hij ook zilver op het Europees kampioenschap boksen voor amateurs en in 1995 won hij de wereldtitel voor militairen.
In 1995 werd hij profbokser in de Verenigde Staten. Van zijn 27 partijen won hij er 25, waarvan 10 op knock-out. Hij verloor tweemaal, beide keren op knock-out. Na zijn tweede nederlaag in juni 2000 kwam hij lange tijd niet meer in actie. In 2008 kwam hij nog eenmaal in actie en won twee partijen, waarna hij eind oktober 2008 alsnog zijn loopbaan beëindigde in zijn woonplaats Arnhem. Delibaş werd in 2013 opgenomen in de National Hall of Fame van het CBME.

### Overige activiteiten
Orhan Delibaş heeft zeven jaar als pedagogisch medewerker in een jeugdgevangenis gewerkt. In 2012 opende Delibaş de Boksacademie en in 2024 Sonsbeek Zorg. 